# Vruć vetar
Vruć vjetar je srbijanska televizijska serija iz 1980. godine. Serija je bila veliki hit u cijeloj državi, jer je na humoristični način prikazivala negativne pojave u društvu.

## Radnja
Borivoje Šurdilović iz Vlasotinca odlazi u Beograd u potrazi za boljim životom. Kako bi ostvario svoje želje, prolazi kroz raznorazne avanture. Mijenja mnoge poslove od brijača i taksista, da bi postao poznati beogradski frizer.

## Glavne uloge
- Ljubiša Samardžić kao Borivoje Šurdilović Šurda
- Miodrag Petrović Čkalja kao Blagoje Popović Firga
- Bora Todorović kao Slobodan Mihajlović Bob
- Vesna Čipčić kao Vesna
- Radmila Savićević kao baba
- Žika Milenković kao Soća

## Vanjske poveznice
- Vruć vetar u internetskoj bazi filmova IMDb-a